# Larvik Turn IF
Maillots
Dernière mise à jour : 18 octobre 2015.
Le Larvik Turn IF (nom complet : Larvik Turn & Idrettsforening) est un club omnisports norvégien basé à Larvik, fondé en 1865. Il compte cinq sections : gymnastique, lutte, handball, athlétisme et football.

## Histoire
Le club est fondé en 1865 pour la gymnastique (d'où son nom, allemand : Turnen qui signifie gymnastique). La section football, créée en 1906, monte en première division en 1937 et y reste jusqu'en 1962. Son âge d'or se déroule dans les années 1950, avec trois titres de championnat de Norvège et une finale de Coupe de Norvège. Le club compte plusieurs internationaux dans l'après-guerre, dont Gunnar Thoresen (64 sélections, 22 buts, meilleur buteur du championnat à deux reprises, 425 buts en 472 matches, record du club).
Le club végète depuis dans les divisions inférieures, évoluant actuellement en troisième division (niveau 4 du football norvégien).

## Palmarès
- Championnat de Norvège (3)
  - Champion : 1953, 1955, 1956

- Coupe de Norvège
  - Finaliste : 1956

## Personnalités du club

### Joueurs emblématiques
- Tormod Kjellsen
- Gunnar Thoresen
- Reidar Sundby
- Gunnar Halle
- Erik Mykland